# Rueyres-Treyfayes
Rueyres-Treyfayes (toponimo francese) è una frazione di 128 abitanti del comune svizzero di Sâles, nel Canton Friburgo (distretto della Gruyère).

## Storia

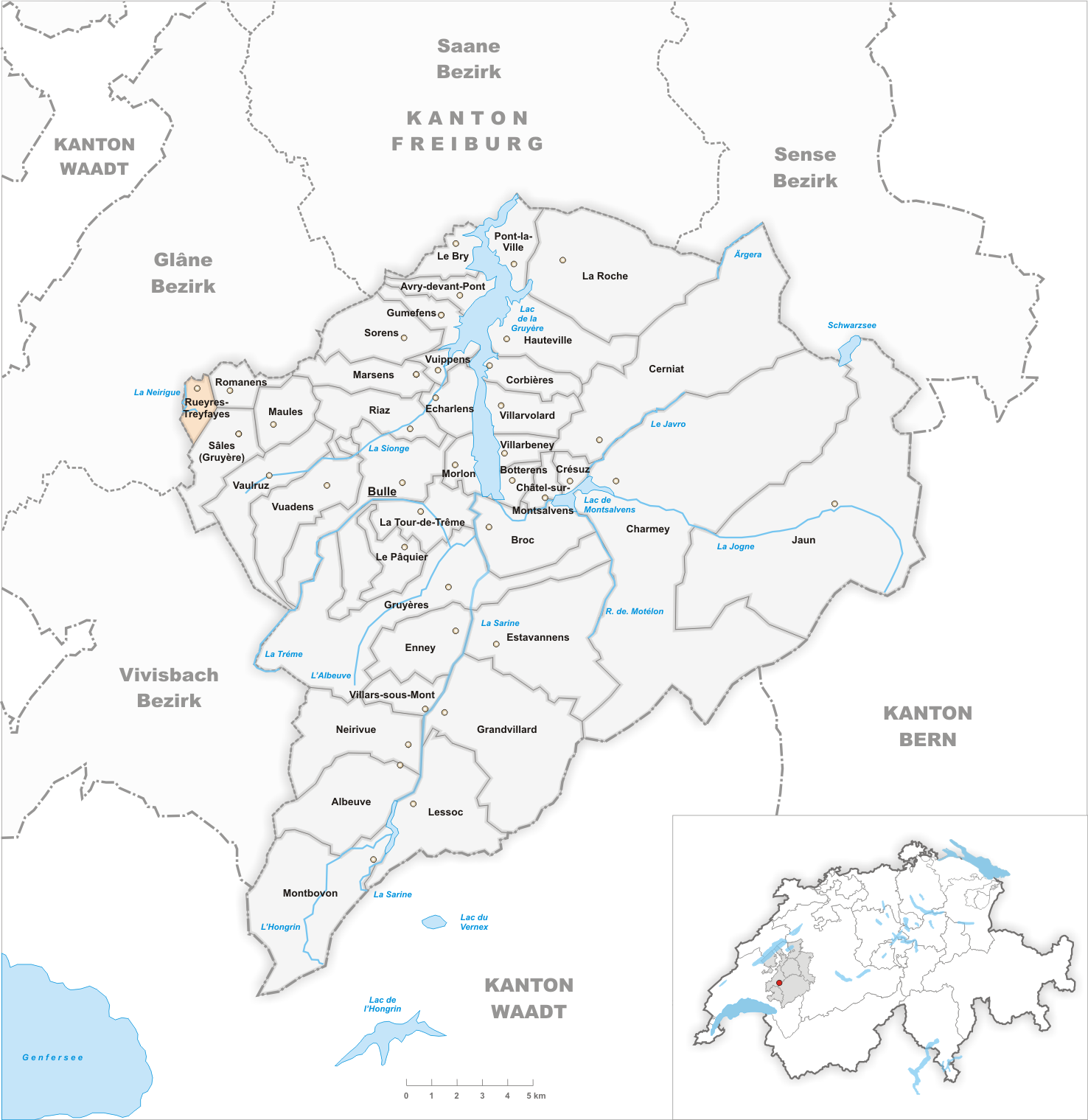
Il territorio del comune di Rueyres-Treyfayes prima degli accorpamenti comunali del 2001

Già comune autonomo, nel 2001 è stato accorpato a Sâles assieme agli altri comuni soppressi di Maules e Romanens.

## Monumenti e luoghi d'interesse
- Cappella cattolica dei Santi Pietro, Felice e Lupo, eretta nel 1602-1644[1].

## Società

### Evoluzione demografica
L'evoluzione demografica è riportata nella seguente tabella:
Abitanti censiti

## Amministrazione
Ogni famiglia originaria del luogo fa parte del comune patriziale che ha la responsabilità della manutenzione di ogni bene comune.